# Rudower Fließ
Das Rudower Fließ ist ein 8,8 Kilometer langer sandgeprägter Tieflandbach im Süden Berlins und im brandenburgischen Landkreis Dahme-Spreewald. Es verläuft auf 4,9 Kilometern durch den Ortsteil Großziethen der Gemeinde Schönefeld und auf 3,9 Kilometern durch den Berliner Ortsteil Rudow im Bezirk Neukölln und ist aufgrund seiner Entstehung als eiszeitliche Schmelzwasserrinne im Volksmund auch als „Tränendrüse Rudows“ bekannt.

## Verlauf
Das Fließ beginnt in den Kleinziethener Rieselfeldern und wird in seinem Verlauf Richtung Nordosten von Bewässerungsgräben sowie vom Klärwerk Waßmannsdorf gespeist. Es verläuft als tiefer, breiter Graben parallel zum Rudower Damm, der ehemaligen Straße von Kleinziethen nach Rudow, bis zum Berliner Mauerweg. Nach dem Durchfluss durch einen 230 Meter langen Düker passiert das Fließ die Landesgrenze zu Berlin. Hier ändert sich das Landschaftsbild des Rudower Fließes deutlich: Dichter Baumbestand und Wasserpflanzen zeichnen den weiteren Verlauf. Nach der Unterquerung des Geflügelsteigs folgen kleine Auen und Moore, die ein ideales Habitat für Teichrallen bieten. Hier mündet der kurze Meskengraben in das Rudower Fließ. Es unterquert die Groß-Ziethener Chaussee und behält dabei seinen nordöstlichen Verlauf bei. 
Es durchfließt ein weiteres Moor, bevor es kurz vor der Neuköllner Straße in nordwestlicher Richtung abbiegt und die letzten oberirdischen Meter bereits kanalisiert verläuft. Unmittelbar vor dem Bildhauerweg verschwindet das Fließ in einen unterirdischen Kanal. Dieser verläuft in nordöstlicher Richtung unterhalb des Ehrenpreisweges und der Stubenrauchstraße auf einer Länge von 1,7 Kilometern bis zum Tanklager Rudow. Dieses wird unterquert und schließlich ergießt sich das Wasser in den Teltowkanal.

## Geschichte
Die Rinne entstand vor rund 12.000 Jahren während der letzten Eiszeit. Durch den Anstieg der Temperaturen kam es zu einer Schnee- und Eisschmelze; das so entstandene Schmelzwasser sammelte sich in Vertiefungen, die sich zu einer Rinne ausformten. Der so entstandene Bach blieb über viele Jahrhunderte von menschlichen Eingriffen verschont. Zwischen dem Ersten und Zweiten Weltkrieg wurde der Teil zwischen Neuköllner Straße und Teltowkanal im Zuge der Erschließung der Siedlungen im nördlichen Rudow kanalisiert und unterirdisch verlegt. Nach dem Ende des Zweiten Weltkriegs kam es zu einer weiteren Denaturierung: Anwohner begradigten das Ufer und errichteten in seiner Nähe Bauwerke. Das Klärwerk in Waßmannsdorf nutzte den Bach darüber hinaus als Vorfluter für die Berliner Rieselfelder. Die zuständige Berliner Senatsverwaltung ließ daher das Flussbett begradigen und mit Betonschalen auskleiden, damit die belasteten Abwässer schneller abfließen konnten. In den 1980er Jahren erfolgte ein behutsamer Rückbau. Die Betonschalen wurden weitgehend entfernt, das Gewässerbett mäandrierend ausgedehnt sowie verbreitert und an den Seiten Uferpflanzen angesiedelt sowie Gebüsche und Bäume gepflanzt.